# (36169) Grosseteste
(36169) Grosseteste est un astéroïde de la ceinture principale, nommé d'après Robert Grossetête, savant anglais du xiiie siècle.

## Description
(36169) Grosseteste est un astéroïde de la ceinture principale. Il fut découvert le 11 septembre 1999 à la station Anderson Mesa par le programme LONEOS. Il présente une orbite caractérisée par un demi-grand axe de 2,98 UA, une excentricité de 0,08 et une inclinaison de 12,3° par rapport à l'écliptique.

## Compléments